# الهلال الأحمر الكويتي
جمعية الهلال الأحمر الكويتي (بالإنجليزية: Kuwait Red Crescent Society)‏ هي جمعية تطوعية في دولة الكويت، تأسست في 10 يناير 1966 ومقرها منطقة الشويخ.

## النشأة
في شهر ديسمبر من سنة 1965 عقد مجموعة من رجالات الكويت اجتماعاً لتأسيس جمعية الهلال الأحمر، وأقروا النظام الأساسي لقيام هذه الجمعية. لم تدم الإجراءات الرسمية طويلا حيث وافقت الحكومة على إنشاء هذه الجمعية وتم إشهارها في 10 يناير 1966. وقد سهل توقيع الحكومة الكويتية على إتفاقيات جنيف الأربع لعام 1949، انضمام جمعية الهلال الأحمر الكويتي إلى الرابطة الدولية لجمعيات الصليب الأحمر والهلال الأحمر التي عرفت فيما بعد باسم الاتحاد الدولي لجمعيات الصليب الأحمر والهلال الأحمر.

## أهدافها
من أهداف جمعية الهلال الأحمر الكويتية:
1. ضمان الرعاية الاجتماعية والصحية للفئات المحتاجة.
2. المساهمة في عمليات الإنقاذ من الكوارث، وتوفيرالإسعافات الأولية.
3. معاونة منكوبي الكوارث الطبيعية والأخرى التي هي من فعل الإنسان.
4. تقديم المساعدة والحماية للجرحى والأسرى والمنكوبين في زمن الحرب.
5. التوسط في تبادل المعلومات بين القاطنين في المناطق المحتلة وكذلك بين أسرى الحرب وذويهم.
6. تعزيز المعلومات والاتصالات مع الاتحاد الدولي لجمعيات الصليب الأحمر والهلال الأحمر والجمعيات الوطنية واللجنة الدولية للصليب الأحمر.

## نظام العمل الجمعية
يشرف على إدارة الجمعية مجلس إدارة مؤلف من تسعة أعضاء، ينتخب من قبل أعضاء الجمعية العمومية، ويختار من بين أعضائه اللجنة التنفيذية، ويكون لهذه اللجنة جميع اختصاصات مجلس الإدارة، ما عدا ما يقرر المجلس الاحتفاظ به لنفسه، ويقسم العمل داخل الجمعية على لجان وأقسام ومراكز ومكاتب.
أعضاء المجلي الحاليين:
- الدكتور/ هلال الساير - رئيس مجلس الإدارة.
- السيد / أنور عبد الله الحساوي - نائب رئيس مجلس الإدارة.
- السيدة / مها برجس حمود البرجس - الامين العام.
- السيد / عبد الله سعود عبد العزيز الحميضي - أمين الصندوق الفخري.
- السيد / حمد محمد البحر - عضوا
- الدكتور / محمد سعد النخيلان - عضوا.
- الدكتور / خالد محمد الصبيح - عضوا
- السيد / وليد النصف - عضوا.

## وصلات خارجية
- موقع الرسمي لجميعة الهلال الأحمر الكويتي